# Alfabeto berbere latino
O alfabeto berbere latino (em berbere: agemmay amaziɣ alatin) é uma versão do alfabeto latino usado para escrever as línguas berberes, as quais têm dois subgrupos principais: o berbere do norte e o berbere do sul (tuaregue). Apesar do berbere ter sido escrito ocasionalmente com o alfabeto latino, o uso sistemático deste alafabeto, tanto na escrita como em publicações, só surgiu no século XIX, fazendo uso de variantes de algumas letras. Atualmente é o alfabeto preferido pela maior parte dos escritores e linguístas berberes no Norte de África e no estrangeiro, sobretudo devido a questões práticas.

## História
O uso da escrita latina para o berbere teve origem nas expdições colonialistas franceses no Norte de África. Durante o século XIX começaram a ser impressos textos berberes com alfabeto latino, quando expedições francesas, italianas e espanholas começaram a explorar o Norte de África. Os franceses tentaram usar esquemas de romanização aos dialetos árabes e berberes daquela região e embora as tentativas com o árabe não tivessem tido êxito, com o berbere tiveram algum sucesso, em grande parte por haver muito pouca literatura em línguas berberes.
Durante a era colonial, foi usado um sistema baseado no francês, o qual, apesar do seu us ter declinado, ainda é usado para transcrever nomes para francês. Mais recentemente, o instituto de línguas francês INALCO propôs a sua própria norma que atualmente é o sistema mais usado no dialeto da Cabília, Argélia. Além desta norma, há outras com ligeiras diferenças entre si, que são usadas desde o século XX por linguístas do berbere no Norte de África, França e, recentemente, na Universidade de Barcelona, Espanha.

## Alfabeto berbere do norte
O alfabeto berbere latino do norte geralmente tem 34 letras:
- 23 letras latinas comuns (todas as usadas em português exceto O, P e V)
- 11 letras modificadas: Č Ḍ Ɛ Ǧ Ɣ Ḥ Ř Ṛ Ṣ Ṭ Ẓ

A marca de labialização ʷ é acrescentada a algumas letras em alguns dialetos berberes, produzindo gʷ, kʷ, ɣʷ, nʷ, qʷ e xʷ. No entanto, geralmente estas não são consideradas letras independentes do alfabeto berbere latino.
| Letras do alfabeto berbere do norte |   |   |   |   |   |   |   |   |   |   |   |   |   |   |   |   |   |   |   |   |   |   |   |   |   |   |   |   |   |   |   |   |   |
| A                                   | B | C | Č | D | Ḍ | E | Ɛ | F | G | Ǧ | Ɣ | H | Ḥ | I | J | K | L | M | N | Q | R | Ř | Ṛ | S | Ṣ | T | Ṭ | U | W | X | Y | Z | Ẓ |
| Minúsculas                          |   |   |   |   |   |   |   |   |   |   |   |   |   |   |   |   |   |   |   |   |   |   |   |   |   |   |   |   |   |   |   |   |   |
| a                                   | b | c | č | d | ḍ | e | ɛ | f | g | ǧ | ɣ | h | ḥ | i | j | k | l | m | n | q | r | ř | ṛ | s | ṣ | t | ṭ | u | w | x | y | z | ẓ |

## Alfabeto berbere do sul (tuaregue)
O alfabeto berbere do sul, ou tuaregue, é composto por 36 letras, quase todas latinas, com mais um caracter AFI e uma letra grega. A vogal "O" e a consoante "P" são usadas neste alfabeto mas não no do norte. Na maior parte dos casos, a vogal "O" das palavras tuaregues corresponde ao "U" das palavras berberes do norte.
| 36 letras do alfabeto berbere-tuaregue (ou tamasheq), conforme oficialmente estabelecido no Mali desde 1982 |   |   |   |   |   |   |   |   |   |   |   |   |   |   |   |   |   |   |   |   |   |   |   |   |   |   |   |   |   |   |   |   |   |   |   |
| A | Ă | B | D | Ḍ | E | Ǝ | F | G | Ɣ | H | Ḥ | I | J | K | L | Ḷ | M | N | Ŋ | O | Q | R | S | Ṣ | Š | T | Ṭ | U | W | X | Y | Z | Ž | Ẓ | ʔ |
| a | ă | b | d | ḍ | e | ǝ | f | g | ɣ | h | ḥ | i | j | k | l | ḷ | m | n | ŋ | o | q | r | s | ṣ | š | t | ṭ | u | w | x | y | z | ž | ẓ | ɂ |

| 37 letras do alfabeto berbere-tuaregue (ou tamasheq), segundo a norma oficial do Níger |   |   |   |   |   |   |   |   |   |   |   |   |   |   |   |   |   |   |   |   |   |   |   |   |   |   |   |   |   |   |   |   |   |   |   |   |
| A                                                                                      | Ă | Ǝ | B | C | D | Ḍ | E | F | G | Ǧ | H | I | J | ǰ | Ɣ | K | L | Ḷ | M | N | Ŋ | O | P | Q | R | S | Ṣ | Š | T | Ṭ | U | W | X | Y | Z | Ẓ |
| a                                                                                      | ă | ǝ | b | c | d | ḍ | e | f | g | ǧ | h | i | j | ǰ | ɣ | k | l | ḷ | m | n | ŋ | o | p | q | r | s | ṣ | š | t | ṭ | u | w | x | y | z | ẓ |